# Omonadus bifasciatus
Omonadus bifasciatus – gatunek chrząszcza z rodziny nakwiatkowatych i podrodziny Anthicinae.
Gatunek ten został opisany w 1792 roku przez Pietra Rossiego jako Notoxus bifasciatus.
Chrząszcz o ciele długości od 2,5 do 3 mm, z wierzchu porośniętym krótkim, przylegającym i rzadkim owłosieniem oraz długimi, prostopadle odstającymi, rzadko rozmieszczonymi szczecinkami. Ubarwienie ma czarnobrunatne do brunatnego z czerwonawymi: nasadą przedplecza i udami oraz brunatnożółtymi: podstawami czułków, goleniami i stopami. Na pokrywach widnieją dwie poprzeczne przepaski barwy żółtej, które mogą być rozdzielone na cztery plamy. Ponadto szew pokryw niekiedy ma czerwonawe zabarwienie. Głowa jest niemal równomiernie punktowana, z tyłu prosta z wklęśnięciem pośrodku. Płaskie oczy mają średnicę wyraźnie mniejszą niż długość skroni. Węższe od głowy przedplecze słabo zwęża się ku tyłowi. Punktowanie na pokrywach jest silniejsze niż na przedpleczu i głowie.
Owad ten prowadzi skryty tryb życia. Zasiedla skraje lasów, pobrzeża wód, pola i ogrody, gdzie bytuje w martwej materii organicznej np. w pryzmach kompostowych, wiązkach chrustu, wyschniętych odchodach owiec i bydła, skoszonym zbożu, balotach słomy, pod wypielonymi chwastami i napływkami. Preferuje materiał przerośnięty grzybnią. Imagines spotyka się od marca do września. Aktywne są o zmierzchu i nocą. Polują na roztocze i mszyce.
Gatunek zachodniopalearktyczny, w Europie stwierdzony został w  Portugalii, Hiszpanii, Francji, Wielkiej Brytanii (Anglia), Niemczech, Szwajcarii, Austrii, Włoszech, Danii, południowej Szwecji, Polsce, Czechach, na Węgrzech, w Chorwacji, Bośni i Hercegowinie, Rumunii, Bułgarii i Grecji. Ponadto niepewne doniesienia pochodzą ze Słowacji i Ukrainy. Poza Europą znany jest z Tunezji, Kaukazu, Bliskiego Wschodu, Syberii i Azji Środkowej. W Polsce stwierdzony został trzykrotnie: w 1885 na terenie obecnej Warszawy, w 1918 na Roztoczu i w 2018 na Pojezierzu Mazurskim. W 2002 umieszczony został na Czerwonej liście zwierząt ginących i zagrożonych w Polsce z kategorią DD (niedostateczne dane). W Niemczech, gdzie znany jest z około 30 stanowisk, umieszczony został na Czerwonej liście jako gatunek o wysokim ryzyku (kategoria druga).